# Melodifestivalen 2019
La cinquantanovesima edizione del Melodifestivalen si è svolta dal 2 febbraio al 9 marzo 2019 in 6 città svedesi (Göteborg, Malmö, Leksand, Lidköping, Nyköping e Stoccolma) e ha decretato il rappresentante della Svezia all'Eurovision Song Contest 2019 di Tel Aviv, in Israele.

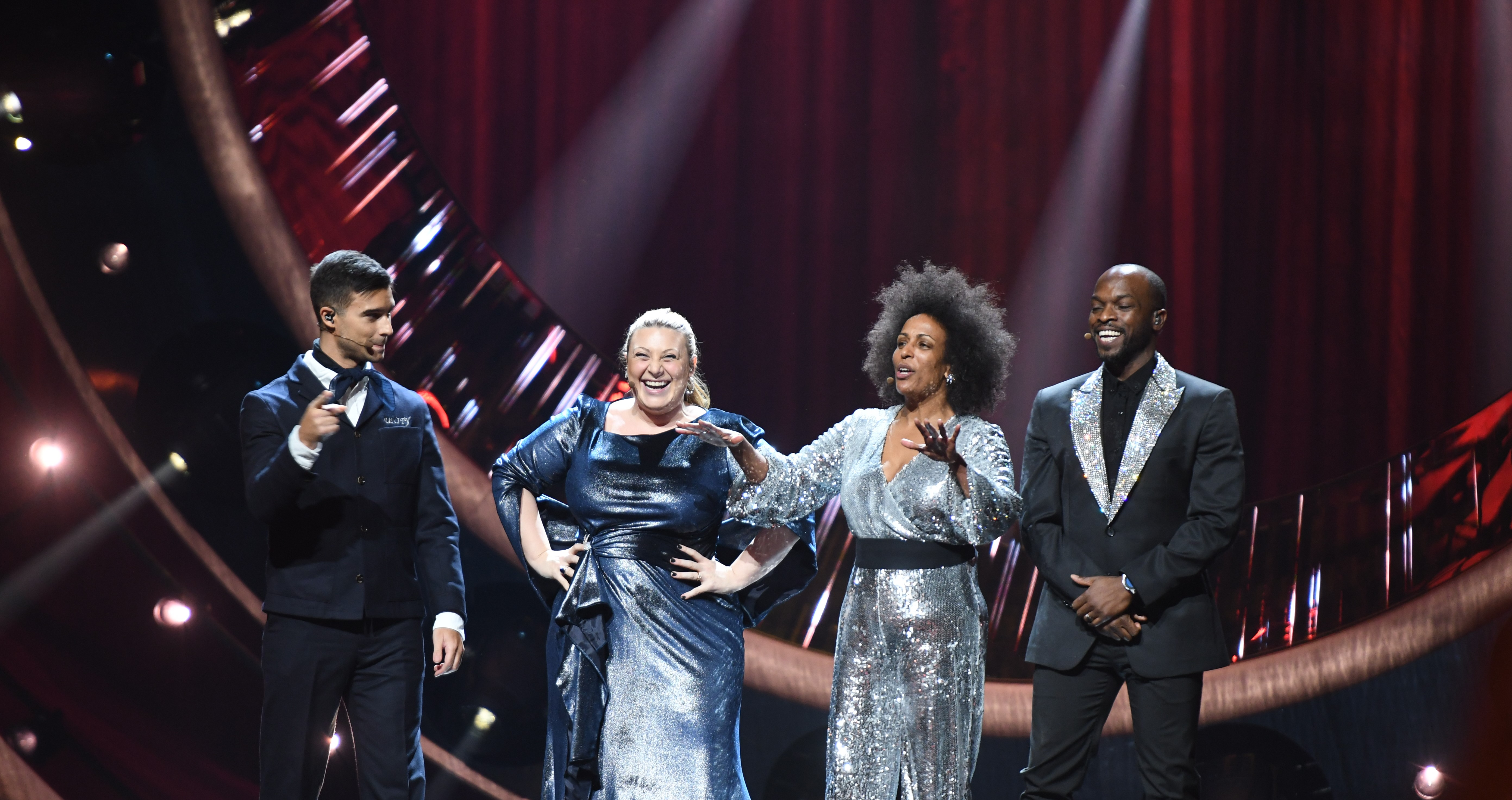
I 4 presentatori della 59ª edizione

I presentatori di quest'edizione sono stati Sarah Dawn Finer, Kodjo Akolor, Marika Carlsson ed Eric Saade.
Il vincitore del festival è stato John Lundvik con il brano Too Late for Love.

## Organizzazione

### Città e sedi
Per la diciottesima volta nella storia del Melodifestivalen le semifinali si svolgeranno in diverse città della Svezia. 
Le città che hanno ospitato lo show sono state:
| Data             | Evento                      | Città     | Sede                          | Immagine |
| ---------------- | --------------------------- | --------- | ----------------------------- | -------- |
| 2 febbraio 2019  | Semifinale 1                | Göteborg  | Scandinavium                  |          |
| 9 febbraio 2019  | Semifinale 2                | Malmö     | Malmö Arena                   |          |
| 16 febbraio 2019 | Semifinale 3                | Leksand   | Tegera Arena                  |          |
| 23 febbraio 2019 | Semifinale 4                | Lidköping | Sparbanken Lidköping Arena    |          |
| 2 marzo 2019     | Andra Chansen (Ripescaggio) | Nyköping  | Rosvalla Nyköping Eventcenter |          |
| 17 marzo 2019    | Finale                      | Stoccolma | Friends Arena                 |          |

## Partecipanti
| Artista                     | Titolo              | Lingua  | Compositori                                                                                            |
| --------------------------- | ------------------- | ------- | --- |
| Andreas Johnson             | Army of Us          | Inglese | Andreas Johnson, Jimmy Jansson, Sara Ryan, Andreas Johansson e Sebastian Thott                         |
| Ann-Louise Hanson           | Kärleken finns kvar | Svedese | David Lindgren Zacharias, Josefin Glenmark e Olof Olsen                                                |
| Anna Bergendahl             | Ashes to Ashes      | Inglese | Thomas G:son, Bobby Ljunggren, Erik Bernholm e Anna Bergendahl                                         |
| Anton Hagman                | Känner dig          | Svedese | Gusten Dahlqvist, Oliver Forsmark, Anton Hagman e Jakob Hjulström                                      |
| Arja Saijonmaa              | Mina fyra årstider  | Svedese | Göran Sparrdal e Arja Saijonmaa                                                                        |
| Arvingarna                  | I Do                | Inglese | Nanne Grönvall, Mikael Karlsson, Casper Jarnebrink e Thomas Johansson                                  |
| Bishara                     | On My Own           | Inglese | Markus Sepehrmanesh, Benjamin Ingrosso e Robert Habolin                                                |
| Dolly Style                 | Habibi              | Inglese | Jimmy Jansson, Palle Hammarlund e Robert Norberg                                                       |
| Hanna Ferm & Liamoo         | Hold You            | Inglese | Jimmy Jansson, Anton Hård af Segerstad, Fredrik Sonefors, Hanna Ferm e Liam Pablito Cacatian Thomassen |
| High15                      | No Drama            | Inglese | Joy Deb, Linnea Deb e Kate Tizzard                                                                     |
| Jan Malmsjö                 | Leva livet          | Svedese | Anderz Wrethov, Elin Wrethov, Johan Bejerholm e Ari Lehtonen                                           |
| John Lundvik                | Too Late for Love   | Inglese | John Lundvik, Anderz Wrethov e Andreas Johansson                                                       |
| Jon Henrik Fjällgren        | Norrsken (Goeksegh) | Svedese | Fredrik Kempe, David Kreuger, Niklas Carson Mattsson e Jon Henrik Fjällgren                            |
| Lina Hedlund                | Victorious          | Inglese | Melanie Wehbe, Richard Edwards, Dino Medanhodzic e Johanna Jansson                                     |
| Lisa Ajax                   | Torn                | Inglese | Isa Molin                                                                                              |
| Malou Prytz                 | I Do Me             | Inglese | Isa Tengblad, Elvira Anderfjärd, Fanny Arnesson e Adéle Cechal                                         |
| Margaret                    | Tempo               | Inglese | Anderz Wrethov, Jimmy Jansson, Laurell Barker e Sebastian von Koenigsegg                               |
| Martin Stenmarck            | Låt skiten brinna   | Svedese | Uno Svenningsson, Tim Larsson e Tobias Lundgren                                                        |
| Mohombi                     | Hello               | Inglese | Alexandru Florin Cotoi, Thomas G:son, Mohombi Moupondo e Linnea Deb                                    |
| Nano                        | Chasing Rivers      | Inglese | Lise Cabble, Linnea Deb, Joy Deb, Thomas G:son e Nano Omar                                             |
| Omar Rudberg                | Om om och om igen   | Svedese | Omar Rudberg, Johan Lindbrandt, Robin Stjernberg e Jens Hult                                           |
| Oscar Enestad               | I Love It           | Inglese | Emanuel Abrahamsson, Parker James e Oscar Enestad                                                      |
| Pagan Fury                  | Stormbringer        | Inglese | Tobias Gustavsson, Fredrik Thomander, Anders Wikström e Mia Stegmar                                    |
| Rebecka Karlsson            | Who I Am            | Inglese | Rebecka Karlsson, Anderz Wrethov e Henric Pierroff                                                     |
| The Lovers of Valdaro       | Somebody Wants      | Inglese | Peter Boström, Thomas G:son e Erik Gabriel Høiby                                                       |
| Vlad Reiser                 | Nakna i regnet      | Svedese | Lukas Nathansson, John Hårleman, Vladislav Meletjenkov e Chris Enberg                                  |
| Wiktoria                    | Not with Me         | Inglese | Joy Deb, Linnea Deb e Wiktoria Johansson                                                               |
| Zeana feat. Anis don Demina | Mina bränder        | Svedese | Thomas G:son, Jimmy Jansson, Anis Don Demina, Pa Moudou Badjie e Robin Svensk                          |

## Semifinali

### Prima semifinale
La prima semifinale si è svolta presso lo Scandinavium di Göteborg, ed ha visto competere i primi 7 artisti.
I primi due classificati, che passano automaticamente alla finale, sono Wiktoria e Mohombi, mentre andranno al ripescaggio Nano e Anna Bergendahl.
| # | Artista                     | Titolo             | Punteggio | Posizione |
| - | --------------------------- | ------------------ | --------- | --------- |
| 1 | Nano                        | Chasing Rivers     | 54        | 4º        |
| 2 | High15                      | No Drama           | 19        | 6º        |
| 3 | Wiktoria                    | Not with Me        | 90        | 1º        |
| 4 | Zeana feat. Anis Don Demina | Mina bränder       | 38        | 5º        |
| 5 | Arja Saijonmaa              | Mina fyra årstider | 15        | 7º        |
| 6 | Mohombi                     | Hello              | 68        | 2º        |
| 7 | Anna Bergendahl             | Ashes to Ashes     | 60        | 3º        |

### Seconda semifinale
La seconda semifinale si è svolta presso la Malmö Arena di Malmö, che in passato ha ospitato l'Eurovision Song Contest 2013.
I primi due, che passano automaticamente alla finale, sono Malou Prytz e Hanna Ferm & Liamoo, mentre andranno al ripescaggio Andreas Johnson e Vlad Reiser. 
| Ordine | Artista             | Titolo         | Punteggio | Posizione |
| ------ | ------------------- | -------------- | --------- | --------- |
| 1      | Andreas Johnson     | Army of Us     | 52        | 4º        |
| 2      | Malou Prytz         | I Do Me        | 76        | 2º        |
| 3      | Oscar Enestad       | I Love It      | 15        | 7º        |
| 4      | Jan Malmsjö         | Leva livet     | 15        | 6º        |
| 5      | Vlad Reiser         | Nakna i regnet | 52        | 4º        |
| 6      | Hanna Ferm & Liamoo | Hold You       | 94        | 1º        |
| 7      | Margaret            | Tempo          | 40        | 5º        |

### Terza semifinale
La terza semifinale si è svolta presso la Tegera Arena di Leksand.
I primi due, che passano automaticamente alla finale, sono Lina Hedlund e Jon Henrik Fjällgren, mentre andranno al ripescaggio Martin Stenmarck e Rebecka Karlsson.
| Ordine | Artista               | Titolo              | Punteggio | Posizione |
| ------ | --------------------- | ------------------- | --------- | --------- |
| 1      | The Lovers of Valdaro | Somebody Wants      | 13        | 7º        |
| 2      | Dolly Style           | Habibi              | 40        | 5º        |
| 3      | Martin Stenmarck      | Låt skiten brinna   | 46        | 4º        |
| 4      | Lina Hedlund          | Victorious          | 76        | 2º        |
| 5      | Omar Rudberg          | Om om och om igen   | 19        | 6º        |
| 6      | Rebecka Karlsson      | Who I Am            | 70        | 3º        |
| 7      | Jon Henrik Fjällgren  | Norrsken (Goeksegh) | 80        | 1º        |

### Quarta semifinale
La quarta e ultima semifinale si è svolta presso la Sparbanken Lidköping Arena di Lidköping.
I primi due, che passano automaticamente alla finale, sono Bishara e John Lundvik, mentre andranno al ripescaggio Lisa Ajax e Arvingarna.
| Ordine | Artista           | Titolo              | Punteggio | Posizione |
| ------ | ----------------- | ------------------- | --------- | --------- |
| 1      | Pagan Fury        | Stormbringer        | 18        | 7°        |
| 2      | Anton Hagman      | Känner dig          | 21        | 6°        |
| 3      | Lisa Ajax         | Torn                | 56        | 3°        |
| 4      | Arvingarna        | I Do                | 54        | 4°        |
| 5      | Bishara           | On My Own           | 84        | 2°        |
| 6      | Ann-Louise Hanson | Kärleken finns kvar | 25        | 5°        |
| 7      | John Lundvik      | Too Late for Love   | 86        | 1°        |

## Ripescaggi

### Duelli
Il ripescaggio si è svolto alla Rosvalla Nyköping Eventcenter di Nyköping.
Rimane invariato il sistema dei ripescaggi, che ha mandato in finale quattro partecipanti, tramite quattro duelli.
| Duello | Ordine | Artista          | Titolo            | Punteggio |
| ------ | ------ | ---------------- | ----------------- | --------- |
| I      | 1      | Andreas Johnson  | Army of Us        | 693 105   |
| I      | 2      | Anna Bergendahl  | Ashes to Ashes    | 1 174 531 |
| II     | 1      | Vlad Reiser      | Nakna i regnet    | 713 742   |
| II     | 2      | Nano             | Chasing Rivers    | 1 147 998 |
| III    | 1      | Martin Stenmarck | Låt skiten brinna | 671 850   |
| III    | 2      | Lisa Ajax        | Torn              | 1 116 086 |
| IV     | 1      | Rebecka Karlsson | Who I Am          | 793 704   |
| IV     | 2      | Arvingarna       | I Do              | 933 969   |

## Finale
La finale si è svolta il 9 marzo 2019 presso la Friends Arena di Stoccolma.
| #  | Artista              | Titolo              | Punteggio | Punteggio | Punteggio | Posizione |
| #  | Artista              | Titolo              | Giurie    | Televoto  | Totale    | Posizione |
| -- | -------------------- | ------------------- | --------- | --------- | --------- | --------- |
| 1  | Jon Henrik Fjällgren | Norrsken (Goeksegh) | 19        | 55        | 74        | 4         |
| 2  | Lisa Ajax            | Torn                | 39        | 23        | 62        | 9         |
| 3  | Mohombi              | Hello               | 32        | 42        | 74        | 5         |
| 4  | Lina Hedlund         | Victorious          | 32        | 8         | 40        | 11        |
| 5  | Bishara              | On My Own           | 38        | 69        | 107       | 2         |
| 6  | Anna Bergendahl      | Ashes to Ashes      | 20        | 36        | 56        | 10        |
| 7  | Nano                 | Chasing Rivers      | 54        | 10        | 64        | 8         |
| 8  | Hanna Ferm & Liamoo  | Hold You            | 48        | 59        | 107       | 3         |
| 9  | Malou Prytz          | I Do Me             | 23        | 12        | 35        | 12        |
| 10 | John Lundvik         | Too Late for Love   | 96        | 85        | 181       | 1         |
| 11 | Wiktoria             | Not with Me         | 36        | 28        | 64        | 6         |
| 12 | Arvingarna           | I Do                | 27        | 37        | 64        | 7         |

| Brano               | POR | AUT | AUS | CYP | FRA | FIN | GBR | ISR | Totale |
| ------------------- | --- | --- | --- | --- | --- | --- | --- | --- | ------ |
| Norrsken (Goeksegh) | 1   |     | 8   | 1   | 1   |     | 8   |     | 19     |
| Torn                | 6   | 10  | 2   | 3   | 5   | 6   | 1   | 6   | 39     |
| Hello               | 5   | 2   | 7   | 7   | 2   |     | 4   | 5   | 32     |
| Victorious          | 3   | 8   |     | 4   |     | 4   | 3   | 10  | 32     |
| On My Own           | 7   | 1   | 3   | 6   | 10  | 10  |     | 1   | 38     |
| Ashes to Ashes      |     |     |     | 2   |     | 5   | 6   | 7   | 20     |
| Chasing Rivers      | 10  | 4   | 10  | 8   | 7   | 2   | 5   | 8   | 54     |
| Hold You            | 8   | 6   | 6   | 5   | 6   | 7   | 7   | 3   | 48     |
| I Do Me             | 4   | 5   | 5   |     | 4   | 1   | 2   | 2   | 23     |
| Too Late for Love   | 12  | 12  | 12  | 12  | 12  | 12  | 12  | 12  | 96     |
| Not with Me         | 2   | 3   | 1   | 10  | 8   | 8   |     | 4   | 36     |
| I Do                |     | 7   | 4   |     | 3   | 3   | 10  |     | 27     |

## All'Eurovision Song Contest
La Svezia ha preso parte alla seconda semifinale del 16 maggio 2019 esibendosi in 8ª posizione e, ottenendo 238 punti, si è piazzata al 3º posto, qualificandosi per la finale del 18 maggio. Dopo essersi esibita in 9ª posizione la Svezia ha ottenuto 332 punti, che gli hanno valso il 5º posto nella finale.

### Giuria
La giuria svedese per l'Eurovision Song Contest 2019 è composta da:
- Calvin Bozic
- Mathias Lugoboni
- Lina Hedlund
- Adnan Sahuric
- Haida Jamshidi